# 블러드 앤 초콜렛
《블러드 앤 초콜렛》(영어: Blood & Chocolate)은 미국, 독일, 루마니아, 영국에서 공동 제작한 카탸 폰가르니어 감독의 2007년 판타지 공포 드라마 영화이다. 애그니스 브루크너, 휴 댄시, 올리비에 마르티네즈 등이 출연하였고, 볼프강 에센바인 등이 제작에 참여하였다.

## 줄거리
늑대 인간 비비안은 부쿠레슈티에서 태어나 미국으로 이민을 갔다가 9살 때 사냥꾼에게 가족이 전부 죽어 고아가 된 후 다시 부쿠레슈티로 돌아와 초콜릿 가게를 운영하는 친척 아스트리드와 살고 있다. 아스트리드의 예전 짝인 우두머리 가브리엘은 7년에 한 번씩 짝을 바꾸는 전통에 따라 비비안을 새 짝으로 원하며, 비비안이 예언에서 언급된 “새 시대의 희망”이라고 믿고 있다.
비비안은 작품 준비를 위해 늑대 인간을 조사하려고 루마니아에 온 미국인 만화가 에이든을 만나 그를 좋아하게 된다. 가브리엘은 비비안의 정체를 모르는 에이든이 그녀를 늑대 인간 소녀로 묘사한 그림을 보고 아스트리드의 아들 라페와 친구들에게 에이든이 자신들의 존재에 위협이 될지 모르니 손을 봐주라고 한다. 그러나 그간 늑대 인간 자료를 조사해 온 덕분에 은에 취약한 늑대 인간의 특징을 알고 있던 에이든의 반격으로 라페가 사망한다.
에이든은 비비안 역시 늑대 인간이라는 걸 깨닫고, 비비안이 자신을 속이는 바람에 자신이 위험에 빠졌으며 살인자까지 되었다고 화를 낸다. 라페는 사실 가브리엘과 아스트리드의 아들이었고, 이제 늑대 인간 무리 전체가 에이든을 쫓는다. 본인의 피를 흩뿌려서 추격대에 혼선을 주던 에이든은 비비안이 자신을 도와주려고 백늑대로 변신한 줄 모르고 은으로 된 칼로 비비안의 몸에 상처를 낸다. 비비안은 은의 독 때문에 쇠약해진다. 그런 비비안을 내버려 둘 수 없던 에이든은 그녀에게 다가가고, 둘은 다시 화해한다.
둘은 약제사가 가브리엘의 끄나풀인 걸 알면서도 그에게서 은 해독제를 구하고, 비비안은 결국 늑대 인간 무리에게 붙잡히게 된다. 그러나 재정비한 에이든이 이들을 덮쳐 비비안을 풀어주고, 비비안이 가브리엘을 죽인다. 둘이 파리로 향하며 차를 타고 지나가자 늑대 인간들이 목을 드러내며 새 우두머리인 비비안에게 존경의 표시를 보낸다.

## 출연진
- 애그니스 브루크너
- 휴 댄시
- 올리비에 마르티네즈
- 카탸 리만
- 브라이언 딕
- 크리스 기어
- 톰 하퍼
- 존 카
- 잭 윌슨
- 비탈리에 우르수
- 보그단 보다
- 카타 도보

## 기타 제작진
- 공동 제작: 안드레이 본체아, 피터 로저스, 구드룬 아냐 슈타델만
- 협력 제작: 레슬리 다이어, 세라 J. 플랫
- 배역: 낸시 네이어 버티노, 안드레아 타나세스쿠, 트리샤 우드, 제러미 지머먼
- 세트: 피터 월폴
- 미술: 케빈 핍스
- 의상: 이오아나 알바이우, 엘리사베타 베랄도